# 쾨니그의 정리 (집합론)
집합론에서 쾨니그의 정리(Kőnig의定理, 영어: Kőnig’s theorem)는 일련의 기수의 순부등식에서, 작은 쪽의 합을 취하고, 큰 쪽의 곱을 취해도 여전히 순부등식이 성립한다는 정리다.

## 정의
집합 {\displaystyle I} 및 기수의 집합 {\displaystyle \{\kappa _{i}\}_{i\in I}}, {\displaystyle \{\lambda _{i}\}_{i\in I}}가 주어졌고, 또한 모든 {\displaystyle i\in I}에 대하여
{\displaystyle \kappa _{i}<\lambda _{i}}
라고 하자. 쾨니그의 정리에 따르면, 다음이 성립한다.
{\displaystyle \sum _{i\in I}\kappa _{i}<\prod _{i\in I}\lambda _{i}}

## 따름정리
쾨니그의 정리는 다음과 같은 따름정리들을 갖는다.

### 칸토어의 정리
{\displaystyle \kappa _{i}=1}이며 {\displaystyle \lambda _{i}=2}라고 하자. 그렇다면
{\displaystyle |I|<2^{|I|}}
이다. 이는 칸토어의 정리다.

### 선택 공리
{\displaystyle \kappa _{i}=0}이고, {\displaystyle \lambda _{i}}가 임의의 0이 아닌 기수라고 하자. 그렇다면
{\displaystyle 0<\prod _{i\in I}\lambda _{i}}
이다. 이는 선택 공리의 한 형태이다.

### 공종도의 지수
{\displaystyle I}가 어떤 무한 기수 {\displaystyle \mu \geq \aleph _{0}}의 (최소) 공종 집합이라고 하자. 즉, 이는 순서수들의 집합이다. 또한, {\displaystyle \kappa _{i}=|i|}로 놓고, {\displaystyle \lambda _{i}=\mu }라고 하자. 그렇다면
{\displaystyle \mu =\left|\bigcup _{i\in I}i\right|\leq \sum _{i\in I}|i|<\mu ^{|I|}=\mu ^{\operatorname {cf} \mu }}
이다. 즉, 무한 기수 {\displaystyle \mu }에 대하여
{\displaystyle \mu <\mu ^{\operatorname {cf} \mu }{\stackrel {\text{def}}{=}}\gimel (\mu )}
이다. 여기서 {\displaystyle \gimel (\mu )}를 기멜 함수라고 한다.

### 공종도의 하한
어떤 무한 기수 {\displaystyle \kappa \geq \aleph _{0}}와 기수 {\displaystyle \lambda \geq 2}에 대하여, 항상
{\displaystyle \kappa <\operatorname {cf} (\lambda ^{\kappa })}
이다.
증명은 다음과 같다. 이미 증명된 따름정리에 따라
{\displaystyle \left(\lambda ^{\kappa }\right)^{\kappa }=\lambda ^{\kappa }<\left(\lambda ^{\kappa }\right)^{\operatorname {cf} (\lambda ^{\kappa })}}
이므로, 기수 거듭제곱의 단조성에 따라서
{\displaystyle \kappa <\operatorname {cf} (\lambda ^{\kappa })}
이다.

## 증명
집합족 {\displaystyle \{A_{i}\}_{i\in I}}와 {\displaystyle \{B_{i}\}_{i\in I}}가 주어졌고, 임의의 {\displaystyle i\in I}에 대하여 전사 함수
{\displaystyle A_{i}\twoheadrightarrow B_{i}}
가 존재하지 않는다고 하자. 임의의 함수
{\displaystyle f\colon \bigsqcup _{i\in I}A_{i}\twoheadrightarrow \prod _{i\in I}B_{i}}
가 주어졌다고 하자. 그렇다면 {\displaystyle f}가 전사 함수가 아님을 보이면 족하다.
사영 함수
{\displaystyle \sigma _{i}\colon A_{i}\hookrightarrow \bigsqcup _{i\in I}A_{i}}
{\displaystyle \pi _{i}\colon \prod _{i\in I}B_{i}\twoheadrightarrow B_{i}}
를 정의하여,
{\displaystyle f_{i}=\pi _{i}\circ f\circ \sigma _{i}\colon A_{i}\to B_{i}}
를 생각하자. 가정에 따라, 이 함수는 전사 함수가 아니므로,
{\displaystyle b_{i}\in B_{i}\setminus f_{i}(A_{i})}
를 고르자. 그렇다면
{\displaystyle (b_{i})_{i\in I}\in \prod _{i\in I}B_{i}\setminus f\left(\bigsqcup _{i\in I}A_{i}\right)}
이므로, {\displaystyle f}는 전사 함수가 아니다.

## 역사
헝가리의 수학자 쾨니그 줄러가 1904년에 증명하였다.